# 47-й арсенал
47-й арсенал (укр. 47-й арсенал) — база хранения боеприпасов вооружённых сил Украины, которая находится на окраине села Цветоха в Славутском районе Хмельницкой области Украины.

## История
В 1914 году у села Цветоха Славутской волости Заславского уезда Волынской губернии Российской империи были построены склады боеприпасов русской армии, которые использовались в ходе первой мировой войны, а в дальнейшем оказались в зоне боевых действий гражданской войны.
В 1945 году здесь был создан 47-й арсенал ГРАУ.
После провозглашения независимости Украины арсенал министерства обороны СССР перешёл в ведение министерства обороны Украины и получил новое наименование - 47-й арсенал Центрального ракетно-артиллерийского управления министерства обороны Украины (в/ч А1358).
6 мая 2005 года на территории арсенала имел место пожар с детонацией боеприпасов, который продолжался три с половиной часа. В результате пожара пострадали 9 военнослужащих и были уничтожены боеприпасы на сумму более 146 млн. гривен. В ходе расследования было установлено, что поджог склада осуществил один из офицеров части, ранее занимавшийся списанием и хищением военного имущества.
В мае 2008 года было принято решение о утилизации некоторого количества хранившихся здесь боеприпасов (152-мм осколочно-фугасных снарядов ВОФ546, 125-мм осколочно-фугасных снарядов ВОФ36, 122-мм реактивных осколочно-фугасных снарядов М-210Ф к РСЗО "Град", 23-мм артиллерийских снарядов УОР1, 40-мм выстрелов с гранатой ПГ-7ВЛ к гранатомёту РПГ-7 и патронов 5,45 × 39 мм).
6 августа 2008 года Кабинет министров Украины утвердил решение о продаже части хранившихся здесь боеприпасов (23-мм, 30-мм, 122-мм, 125-мм и 152-мм артиллерийских снарядов, 82-мм и 120-мм миномётных мин, патронов к стрелковому оружию, 30-мм гранат ВОГ-17М и ручных гранат Ф-1).
В апреле 2009 года и в июле 2009 года были утверждены решения о утилизации дополнительного количества боеприпасов (кроме того, ещё 5,921 тонны пороха марки ДРП были уничтожены в соответствии с соглашением о сотрудничестве между Украиной и НАТО).
В мае 2011 года количество остававшихся на хранении боеприпасов оценивалось в 57 тысяч тонн, в дальнейшем их количество уменьшилось, поскольку утилизация боеприпасов продолжалась.
5 декабря 2012 года и 21 ноября 2013 года были утверждены списки дополнительного количества подлежащих утилизации боеприпасов, однако после начала боевых действий на востоке Украины эти распоряжения были отменены.
Тем не менее, 16 декабря 2015 года было принято решение о утилизации небольшого количества хранившихся здесь боеприпасов (30-мм сигнальных ракет, 26-мм патронов к сигнальному пистолету СПШ, партии гранат Ф-1 и незначительного количества артиллерийских снарядов), а 18 августа 2017 года - ещё одной партии боеприпасов (31 796 шт. автоматных патронов 7,62 × 39 мм, 1420 шт. патронов к револьверу "наган", партии 82-мм миномётных мин и др.).
В сентябре 2017 года было объявлено о намерении оборудовать все арсеналы Украины системами раннего обнаружения и борьбы с беспилотными летательными аппаратами.
11 апреля 2018 года было принято решение о технической реконструкции арсенала. В дальнейшем, здесь началось строительство шести защищённых хранилищ для боеприпасов. Кроме того, план технической реконструкции предусматривает строительство на территории арсенала собственной электростанции.
4 ноября 2019 года было подписано распоряжение о выполнении дополнительного финансирования работ по реконструкции арсеналов.